# لادی
لادی (عربی: لادی) شهری در چاد است که در Tandjilé Est واقع شده‌است. لادی ۲۰٬۴۲۸ نفر جمعیت دارد.
این شهر در حاشیه رود لوگون قرار دارد. فرودگاه لای در این شهر واقع‌شده‌است.
این شهر با نبرد لای در جنگ جهانی اول شناخته‌شده‌است. در اوت ۱۹۱۴ این شهر توسط ارتش آلمان اشغال شد تا اینکه در سپتامبر توسط فرانسوی‌ها آزاد شد.

## جمعیت‌شناسی
| سال  | جمعیت |
| ---- | ----- |
| ۱۹۹۳ | ۱۴۲۷۲ |
| ۲۰۰۸ | ۲۰۴۲۸ |